# Grand Prix de Patinação Artística no Gelo de 2017–18
O Grand Prix de Patinação Artística no Gelo de 2017–18 foi a vigésima terceira temporada do Grand Prix ISU, uma série de competições de patinação artística no gelo disputada na temporada 2017–18. São distribuídas medalhas em quatro disciplinas, individual masculino e individual feminino, duplas e dança no gelo. Os patinadores ganham pontos com base na sua posição em cada evento e os seis primeiros de cada disciplina são qualificados para competir na final do Grand Prix, realizada em Nagoya, Japão.
A competição é organizada pela União Internacional de Patinação (em inglês:  International Skating Union), a série Grand Prix começou em 20 de outubro e continuaram até 10 dezembro de 2017.

## Calendário
A ISU anunciou o seguinte calendário de eventos que ocorreram no outono de 2017:
| #     | Evento                             | Localização                 | Data              | Ref   |
| ----- | ---------------------------------- | --------------------------- | ----------------- | ----- |
| 1     | Rostelecom Cup de 2017             | Moscou, Rússia              | 4–6 de outubro    | [ 1 ] |
| 2     | Skate Canada International de 2017 | Regina, Canadá              | 28–30 de outubro  | [ 2 ] |
| 3     | Cup of China de 2017               | Pequim, China               | 17–20 de novembro | [ 3 ] |
| 4     | NHK Trophy de 2017                 | Osaka, Japão                | 25–27 de novembro | [ 4 ] |
| 5     | Internationaux de France de 2017   | Grenoble, França            | 11–13 de novembro | [ 5 ] |
| 6     | Skate America de 2017              | Lake Placid, Estados Unidos | 21–23 de novembro | [ 6 ] |
| Final | Final do Grand Prix de 2017–18     | Nagoya, Japão               | 8–11 de dezembro  | [ 7 ] |

## Medalhistas

### Rostelecom Cup
| Evento                        | Ouro                                             | Prata                                        | Bronze                                       |
| Individual masculino detalhes | Nathan Chen · Estados Unidos                     | Yuzuru Hanyu · Japão                         | Mikhail Kolyada · Rússia                     |
| Individual feminino detalhes  | Evgenia Medvedeva · Rússia                       | Carolina Kostner · Itália                    | Wakaba Higuchi · Japão                       |
| Duplas detalhes               | Evgenia Tarasova · Vladimir Morozov · Rússia     | Ksenia Stolbova · Fedor Klimov · Rússia      | Kristina Astakhova · Alexei Rogonov · Rússia |
| Dança no gelo detalhes        | Maia Shibutani · Alex Shibutani · Estados Unidos | Ekaterina Bobrova · Dmitri Soloviev · Rússia | Alexandra Stepanova · Ivan Bukin · Rússia    |

### Skate Canada International
| Evento                        | Ouro                                   | Prata                                      | Bronze                                             |
| Individual masculino detalhes | Shoma Uno · Japão                      | Jason Brown · Estados Unidos               | Alexander Samarin · Rússia                         |
| Individual feminino detalhes  | Kaetlyn Osmond · Canadá                | Maria Sotskova · Rússia                    | Ashley Wagner · Estados Unidos                     |
| Duplas detalhes               | Meagan Duhamel · Eric Radford · Canadá | Aliona Savchenko · Bruno Massot · Alemanha | Vanessa James · Morgan Ciprès · França             |
| Dança no gelo detalhes        | Tessa Virtue · Scott Moir · Canadá     | Kaitlyn Weaver · Andrew Poje · Canadá      | Madison Hubbell · Zachary Donohue · Estados Unidos |

### Cup of China
| Evento                        | Ouro                                             | Prata                                       | Bronze                                           |
| Individual masculino detalhes | Mikhail Kolyada · Rússia                         | Jin Boyang · China                          | Max Aaron · Estados Unidos                       |
| Individual feminino detalhes  | Alina Zagitova · Rússia                          | Wakaba Higuchi · Japão                      | Elena Radionova · Rússia                         |
| Duplas detalhes               | Sui Wenjing · Han Cong · China                   | Yu Xiaoyu · Zhang Hao · China               | Kirsten Moore-Towers · Michael Marinaro · Canadá |
| Dança no gelo detalhes        | Gabriella Papadakis · Guillaume Cizeron · França | Madison Chock · Evan Bates · Estados Unidos | Ekaterina Bobrova · Dmitri Soloviev · Rússia     |

### NHK Trophy
| Evento                        | Ouro                               | Prata                                              | Bronze                                       |
| Individual masculino detalhes | Sergei Voronov · Rússia            | Adam Rippon · Estados Unidos                       | Alexei Bychenko · Israel                     |
| Individual feminino detalhes  | Evgenia Medvedeva · Rússia         | Carolina Kostner · Itália                          | Polina Tsurskaya · Rússia                    |
| Duplas detalhes               | Sui Wenjing · Han Cong · China     | Ksenia Stolbova · Fedor Klimov · Rússia            | Kristina Astakhova · Alexei Rogonov · Rússia |
| Dança no gelo detalhes        | Tessa Virtue · Scott Moir · Canadá | Madison Hubbell · Zachary Donohue · Estados Unidos | Anna Cappellini · Luca Lanotte · Itália      |

### Internationaux de France
| Evento                        | Ouro                                             | Prata                                       | Bronze                                        |
| Individual masculino detalhes | Javier Fernández · Espanha                       | Shoma Uno · Japão                           | Misha Ge · Uzbequistão                        |
| Individual feminino detalhes  | Alina Zagitova · Rússia                          | Maria Sotskova · Rússia                     | Kaetlyn Osmond · Canadá                       |
| Duplas detalhes               | Evgenia Tarasova · Vladimir Morozov · Rússia     | Vanessa James · Morgan Ciprès · França      | Nicole Della Monica · Matteo Guarise · Itália |
| Dança no gelo detalhes        | Gabriella Papadakis · Guillaume Cizeron · França | Madison Chock · Evan Bates · Estados Unidos | Alexandra Stepanova · Ivan Bukin · Rússia     |

### Skate America
| Evento                        | Ouro                                             | Prata                                   | Bronze                                          |
| Individual masculino detalhes | Nathan Chen · Estados Unidos                     | Adam Rippon · Estados Unidos            | Sergei Voronov · Rússia                         |
| Individual feminino detalhes  | Satoko Miyahara · Japão                          | Kaori Sakamoto · Japão                  | Bradie Tennell · Estados Unidos                 |
| Duplas detalhes               | Aliona Savchenko · Bruno Massot · Alemanha       | Yu Xiaoyu · Zhang Hao · China           | Meagan Duhamel · Eric Radford · Canadá          |
| Dança no gelo detalhes        | Maia Shibutani · Alex Shibutani · Estados Unidos | Anna Cappellini · Luca Lanotte · Itália | Victoria Sinitsina · Nikita Katsalapov · Rússia |

### Final do Grand Prix
| Evento                        | Ouro                                             | Prata                              | Bronze                                           |
| Individual masculino detalhes | Nathan Chen · Estados Unidos                     | Shoma Uno · Japão                  | Mikhail Kolyada · Rússia                         |
| Individual feminino detalhes  | Alina Zagitova · Rússia                          | Maria Sotskova · Rússia            | Kaetlyn Osmond · Canadá                          |
| Duplas detalhes               | Aliona Savchenko · Bruno Massot · Alemanha       | Sui Wenjing · Han Cong · China     | Meagan Duhamel · Eric Radford · Canadá           |
| Dança no gelo detalhes        | Gabriella Papadakis · Guillaume Cizeron · França | Tessa Virtue · Scott Moir · Canadá | Maia Shibutani · Alex Shibutani · Estados Unidos |

## Qualificação
|  | Patinadores qualificados para a Final do Grand Prix |
|  | Substitutos                                         |

### Individual masculino
| Classificação | Classificação       | Classificação    | Classificação | Classificação | Classificação | Classificação | Classificação | Classificação | Classificação |
| Pos.          | Nome                | Nacionalidade    | RUS           | CAN           | CHN           | JPN           | FRA           | USA           | Total         |
| ------------- | ------------------- | ---------------- | ------------- | ------------- | ------------- | ------------- | ------------- | ------------- | ------------- |
| 1             | Nathan Chen         | Estados Unidos   | 15            | –             | –             | –             | –             | 15            | 30            |
| 2             | Shoma Uno           | Japão            | –             | 15            | –             | –             | 13            | –             | 28            |
| 3             | Mikhail Kolyada     | Rússia           | 11            | –             | 15            | –             | –             | –             | 26            |
| 4             | Sergei Voronov      | Rússia           | –             | –             | –             | 15            | –             | 11            | 26            |
| 5             | Adam Rippon         | Estados Unidos   | –             | –             | –             | 13            | –             | 13            | 26            |
| 6             | Jin Boyang          | China            | –             | –             | 13            | –             | –             | 9             | 22            |
| 7             | Jason Brown         | Estados Unidos   | –             | 13            | –             | 9             | –             | –             | 22            |
| 8             | Javier Fernández    | Espanha          | –             | –             | 5             | –             | 15            | –             | 20            |
| 9             | Misha Ge            | Uzbequistão      | 9             | –             | –             | –             | 11            | –             | 20            |
| 10            | Alexander Samarin   | Rússia           | –             | 11            | –             | –             | 9             | –             | 20            |
| 11            | Alexei Bychenko     | Israel           | –             | –             | –             | 11            | 7             | –             | 18            |
| 12            | Max Aaron           | Estados Unidos   | –             | –             | 11            | –             | 4             | –             | 15            |
| 13            | Yan Han             | China            | –             | –             | 7             | –             | –             | 7             | 14            |
| 14            | Yuzuru Hanyu        | Japão            | 13            | –             | –             | r             | –             | –             | 13            |
| 15            | Moris Kvitelashvili | Geórgia          | 7             | –             | –             | –             | 5             | –             | 12            |
| 16            | Keegan Messing      | Canadá           | –             | 3             | –             | 7             | –             | –             | 10            |
| 17            | Vincent Zhou        | Estados Unidos   | –             | –             | 9             | –             | 0             | –             | 9             |
| 18            | Patrick Chan        | Canadá           | –             | 9             | –             | –             | –             | –             | 9             |
| 19            | Dmitri Aliev        | Rússia           | 5             | –             | –             | 3             | –             | –             | 8             |
| 20            | Deniss Vasiļjevs    | Letônia          | 3             | –             | –             | 5             | –             | –             | 8             |
| 21            | Jorik Hendrickx     | Bélgica          | –             | 7             | –             | –             | –             | –             | 7             |
| 22            | Michal Březina      | República Tcheca | –             | 5             | –             | 0             | –             | –             | 5             |
| 23            | Ross Miner          | Estados Unidos   | –             | –             | –             | –             | –             | 5             | 5             |
| 24            | Nam Nguyen          | Canadá           | 4             | –             | –             | 0             | –             | –             | 4             |
| 25            | Takahito Mura       | Japão            | –             | 0             | –             | –             | –             | 4             | 4             |
| 26            | Keiji Tanaka        | Japão            | –             | –             | 4             | –             | –             | –             | 4             |
| 27            | Kazuki Tomono       | Japão            | –             | –             | –             | 4             | –             | –             | 4             |
| 28            | Nicolas Nadeau      | Canadá           | –             | 4             | –             | –             | –             | –             | 4             |
| 29            | Denis Ten           | Cazaquistão      | 0             | –             | –             | –             | 3             | –             | 3             |
| 30            | Kevin Reynolds      | Canadá           | –             | –             | 3             | –             | –             | 0             | 3             |
| 31            | Liam Firus          | Canadá           | –             | –             | –             | –             | –             | 3             | 3             |
| 32            | Grant Hochstein     | Estados Unidos   | 0             | –             | 0             | –             | –             | –             | 0             |
| 33            | Cha Jun-hwan        | Coreia do Sul    | –             | 0             | –             | –             | –             | –             | 0             |
| 34            | Kévin Aymoz         | França           | –             | –             | –             | –             | 0             | –             | 0             |
| 35            | Andrei Lazukin      | Rússia           | 0             | –             | –             | –             | –             | –             | 0             |
| 36            | Paul Fentz          | Alemanha         | –             | 0             | –             | –             | –             | –             | 0             |
| 37            | Roman Sadovsky      | Canadá           | –             | –             | –             | –             | –             | 0             | 0             |
| 38            | Alexander Majorov   | Suécia           | –             | –             | 0             | –             | –             | –             | 0             |
| 39            | Brendan Kerry       | Austrália        | –             | 0             | –             | –             | –             | –             | 0             |
| 40            | Hiroaki Sato        | Japão            | –             | –             | –             | 0             | –             | –             | 0             |
| 41            | Romain Ponsart      | França           | –             | –             | –             | –             | 0             | –             | 0             |
| 42            | Alexander Petrov    | Rússia           | –             | –             | 0             | –             | –             | –             | 0             |
| 43            | Daniel Samohin      | Israel           | 0             | –             | –             | –             | –             | r             | 0             |
| 44            | He Zhang            | China            | –             | –             | 0             | –             | –             | –             | 0             |
| –             | Maxim Kovtun        | Rússia           | –             | –             | –             | –             | –             | r             | 0             |

### Individual feminino
| Classificação | Classificação          | Classificação  | Classificação | Classificação | Classificação | Classificação | Classificação | Classificação | Classificação |
| Pos.          | Nome                   | Nacionalidade  | RUS           | CAN           | CHN           | JPN           | FRA           | USA           | Total         |
| ------------- | ---------------------- | -------------- | ------------- | ------------- | ------------- | ------------- | ------------- | ------------- | ------------- |
| 1             | Evgenia Medvedeva      | Rússia         | 15            | –             | –             | 15            | –             | –             | 30            |
| 2             | Alina Zagitova         | Rússia         | –             | –             | 15            | –             | 15            | –             | 30            |
| 3             | Kaetlyn Osmond         | Canadá         | –             | 15            | –             | –             | 11            | –             | 26            |
| 4             | Carolina Kostner       | Itália         | 13            | –             | –             | 13            | –             | –             | 26            |
| 5             | Maria Sotskova         | Rússia         | –             | 13            | –             | –             | 13            | –             | 26            |
| 6             | Wakaba Higuchi         | Japão          | 11            | –             | 13            | –             | –             | –             | 24            |
| 7             | Satoko Miyahara        | Japão          | –             | –             | –             | 7             | –             | 15            | 22            |
| 8             | Kaori Sakamoto         | Japão          | 7             | –             | –             | –             | –             | 13            | 20            |
| 9             | Polina Tsurskaya       | Rússia         | –             | –             | –             | 11            | –             | 9             | 20            |
| 10            | Elena Radionova        | Rússia         | 9             | –             | 11            | –             | –             | –             | 20            |
| 11            | Mai Mihara             | Japão          | –             | –             | 9             | –             | 9             | –             | 18            |
| 12            | Marin Honda            | Japão          | –             | 7             | 7             | –             | –             | –             | 14            |
| 13            | Bradie Tennell         | Estados Unidos | –             | –             | –             | –             | –             | 11            | 11            |
| 14            | Ashley Wagner          | Estados Unidos | –             | 11            | –             | –             | –             | r             | 11            |
| 15            | Elizabet Tursynbaeva   | Cazaquistão    | 3             | –             | –             | –             | 7             | –             | 10            |
| 16            | Gabrielle Daleman      | Canadá         | –             | –             | 5             | –             | –             | 5             | 10            |
| 17            | Mirai Nagasu           | Estados Unidos | 0             | –             | –             | 9             | –             | –             | 9             |
| 18            | Courtney Hicks         | Estados Unidos | –             | 9             | –             | –             | –             | –             | 9             |
| 19            | Alena Leonova          | Rússia         | –             | –             | –             | 5             | –             | 4             | 9             |
| 20            | Rika Hongo             | Japão          | –             | 5             | –             | 4             | –             | –             | 9             |
| 21            | Yuna Shiraiwa          | Japão          | –             | –             | –             | 3             | 5             | –             | 8             |
| 22            | Serafima Sakhanovich   | Rússia         | –             | –             | –             | –             | –             | 7             | 7             |
| 23            | Karen Chen             | Estados Unidos | –             | 4             | –             | –             | –             | 3             | 7             |
| 24            | Mariah Bell            | Estados Unidos | 5             | –             | –             | 0             | –             | –             | 5             |
| 25            | Elizaveta Tuktamysheva | Rússia         | –             | –             | 4             | –             | 0             | –             | 4             |
| 26            | Nicole Schott          | Alemanha       | 0             | –             | –             | –             | 4             | –             | 4             |
| 27            | Valeriia Mikhailova    | Rússia         | 4             | –             | –             | –             | –             | –             | 4             |
| 28            | Li Xiangning           | China          | –             | –             | 3             | –             | –             | 0             | 3             |
| 29            | Maé-Bérénice Méité     | França         | 0             | –             | –             | –             | 3             | –             | 3             |
| 30            | Laurine Lecavelier     | França         | –             | 3             | –             | –             | 0             | –             | 3             |
| 31            | Nicole Rajičová        | Eslováquia     | –             | –             | –             | 0             | –             | 0             | 0             |
| 32            | Choi Da-bin            | Coreia do Sul  | –             | –             | 0             | –             | –             | –             | 0             |
| 33            | Anna Pogorilaya        | Rússia         | –             | 0             | –             | –             | –             | –             | 0             |
| 34            | Polina Edmunds         | Estados Unidos | –             | –             | –             | –             | 0             | –             | 0             |
| 35            | Amber Glenn            | Estados Unidos | –             | –             | 0             | –             | –             | –             | 0             |
| 36            | Kailani Craine         | Austrália      | –             | 0             | –             | –             | –             | –             | 0             |
| 37            | Alaine Chartrand       | Canadá         | –             | 0             | –             | 0             | –             | –             | 0             |
| 38            | Ziquan Zhao            | China          | –             | –             | 0             | –             | –             | –             | 0             |
| 39            | Anastasya Galustyan    | Armênia        | 0             | –             | –             | –             | –             | –             | 0             |
| 40            | Park So-youn           | Coreia do Sul  | –             | –             | –             | 0             | –             | –             | 0             |
| 41            | Larkyn Austman         | Canadá         | –             | 0             | –             | –             | –             | –             | 0             |

### Duplas
| Classificação | Classificação                           | Classificação  | Classificação | Classificação | Classificação | Classificação | Classificação | Classificação | Classificação |
| Pos.          | Nome                                    | Nacionalidade  | RUS           | CAN           | CHN           | JPN           | FRA           | USA           | Total         |
| ------------- | --------------------------------------- | -------------- | ------------- | ------------- | ------------- | ------------- | ------------- | ------------- | ------------- |
| 1             | Sui Wenjing / Han Cong                  | China          | –             | –             | 15            | 15            | –             | –             | 30            |
| 2             | Evgenia Tarasova / Vladimir Morozov     | Rússia         | 15            | –             | –             | –             | 15            | –             | 30            |
| 3             | Aliona Savchenko / Bruno Massot         | Alemanha       | –             | 13            | –             | –             | –             | 15            | 28            |
| 4             | Meagan Duhamel / Eric Radford           | Canadá         | –             | 15            | –             | –             | –             | 11            | 26            |
| 5             | Ksenia Stolbova / Fedor Klimov          | Rússia         | 13            | –             | –             | 13            | –             | –             | 26            |
| 6             | Yu Xiaoyu / Zhang Hao                   | China          | –             | –             | 13            | –             | –             | 13            | 26            |
| 7             | Vanessa James / Morgan Ciprès           | França         | –             | 11            | –             | –             | 13            | –             | 24            |
| 8             | Kristina Astakhova / Alexei Rogonov     | Rússia         | 11            | –             | –             | 11            | –             | –             | 22            |
| 9             | Nicole Della Monica / Matteo Guarise    | Itália         | –             | –             | 9             | –             | 11            | –             | 20            |
| 10            | Natalia Zabiiako / Alexander Enbert     | Rússia         | –             | 9             | –             | –             | –             | 9             | 18            |
| 11            | Kirsten Moore-Towers / Michael Marinaro | Canadá         | –             | –             | 11            | –             | –             | 5             | 16            |
| 12            | Valentina Marchei / Ondřej Hotárek      | Itália         | 9             | –             | 7             | –             | –             | –             | 16            |
| 13            | Julianne Seguin / Charlie Bilodeau      | Canadá         | 7             | –             | –             | 9             | –             | –             | 16            |
| 14            | Liubov Ilyushechkina / Dylan Moscovitch | Canadá         | –             | 5             | –             | –             | 9             | –             | 14            |
| 15            | Alexa Scimeca Knierim / Chris Knierim   | Estados Unidos | –             | –             | –             | 7             | –             | 7             | 14            |
| 16            | Peng Cheng / Jin Yang                   | China          | –             | 7             | –             | –             | 7             | –             | 14            |
| 17            | Miriam Ziegler / Severin Kiefer         | Áustria        | 5             | –             | –             | 5             | –             | –             | 10            |
| 18            | Marissa Castelli / Mervin Tran          | Estados Unidos | 0             | –             | –             | –             | 5             | –             | 5             |
| 19            | Ashley Cain / Timothy Leduc             | Estados Unidos | –             | –             | 5             | –             | –             | –             | 5             |
| 20            | Haven Denney / Brandon Frazier          | Estados Unidos | –             | 0             | –             | –             | –             | 0             | 0             |
| 21            | Sumire Suto / Francis Boudreau-Audet    | Japão          | 0             | –             | –             | 0             | –             | –             | 0             |
| 22            | Zhang Mingyang / Song Bowen             | China          | –             | –             | 0             | –             | –             | –             | 0             |
| 23            | Lola Esbrat / Andrei Novoselov          | França         | –             | –             | –             | –             | 0             | –             | 0             |
| 24            | Deanna Stellato / Nathan Bartholomay    | Estados Unidos | –             | –             | –             | –             | –             | 0             | 0             |
| 25            | Sydney Kolodziej / Maxime Deschamps     | Canadá         | –             | 0             | –             | –             | –             | –             | 0             |
| 26            | Miu Suzaki / Ryuichi Kihara             | Japão          | –             | –             | –             | 0             | –             | –             | 0             |
| 27            | Zoe Jones / Christopher Boyadji         | Reino Unido    | –             | –             | –             | –             | 0             | –             | 0             |

### Dança no gelo
| Classificação | Classificação                                | Classificação    | Classificação | Classificação | Classificação | Classificação | Classificação | Classificação | Classificação |
| Pos.          | Nome                                         | Nacionalidade    | RUS           | CAN           | CHN           | JPN           | FRA           | USA           | Total         |
| ------------- | -------------------------------------------- | ---------------- | ------------- | ------------- | ------------- | ------------- | ------------- | ------------- | ------------- |
| 1             | Gabriella Papadakis / Guillaume Cizeron      | França           | –             | –             | 15            | –             | 15            | –             | 30            |
| 2             | Tessa Virtue / Scott Moir                    | Canadá           | –             | 15            | –             | 15            | –             | –             | 30            |
| 3             | Maia Shibutani / Alex Shibutani              | Estados Unidos   | 15            | –             | –             | –             | –             | 15            | 30            |
| 4             | Madison Chock / Evan Bates                   | Estados Unidos   | –             | –             | 13            | –             | 13            | –             | 26            |
| 5             | Madison Hubbell / Zachary Donohue            | Estados Unidos   | –             | 11            | –             | 13            | –             | –             | 24            |
| 6             | Anna Cappellini / Luca Lanotte               | Itália           | –             | –             | –             | 11            | –             | 13            | 24            |
| 7             | Ekaterina Bobrova / Dmitri Soloviev          | Rússia           | 13            | –             | 11            | –             | –             | –             | 24            |
| 8             | Kaitlyn Weaver / Andrew Poje                 | Canadá           | –             | 13            | –             | –             | 9             | –             | 22            |
| 9             | Alexandra Stepanova / Ivan Bukin             | Rússia           | 11            | –             | –             | –             | 11            | –             | 22            |
| 10            | Victoria Sinitsina / Nikita Katsalapov       | Rússia           | –             | –             | –             | 9             | –             | 11            | 20            |
| 11            | Piper Gilles / Paul Poirier                  | Canadá           | 9             | –             | –             | –             | –             | 9             | 18            |
| 12            | Kaitlin Hawayek / Jean-Luc Baker             | Estados Unidos   | –             | 9             | –             | –             | –             | 7             | 16            |
| 13            | Tiffani Zagorski / Jonathan Guerreiro        | Rússia           | –             | –             | 9             | –             | –             | 5             | 14            |
| 14            | Charlène Guignard / Marco Fabbri             | Itália           | 7             | –             | –             | –             | 7             | –             | 14            |
| 15            | Alla Loboda / Pavel Drozd                    | Rússia           | –             | 7             | –             | –             | 0             | –             | 7             |
| 16            | Laurence Fournier Beaudry / Nikolaj Sørensen | Dinamarca        | –             | –             | –             | 7             | –             | –             | 7             |
| 17            | Lorraine Mcnamara / Quinn Carpenter          | Estados Unidos   | –             | –             | 7             | –             | –             | –             | 7             |
| 18            | Wang Shiyue / Liu Xinyu                      | China            | –             | –             | 5             | –             | –             | 0             | 5             |
| 19            | Angélique Abachkina / Louis Thauron          | França           | –             | –             | 0             | –             | 5             | –             | 5             |
| 20            | Betina Popova / Sergey Mozgov                | Rússia           | 5             | –             | –             | –             | –             | –             | 5             |
| 21            | Alexandra Nazarova / Maxim Nikitin           | Ucrânia          | –             | –             | –             | 5             | –             | –             | 5             |
| 22            | Olivia Smart / Adrià Díaz                    | Espanha          | –             | 5             | –             | –             | –             | –             | 5             |
| 23            | Kana Muramoto / Chris Reed                   | Japão            | –             | –             | –             | 0             | –             | 0             | 0             |
| 24            | Elliana Pogrebinsky / Alex Benoit            | Estados Unidos   | –             | –             | 0             | –             | 0             | –             | 0             |
| 25            | Rachel Parsons / Michael Parsons             | Estados Unidos   | 0             | –             | –             | –             | –             | 0             | 0             |
| 26            | Penny Coomes / Nicholas Buckland             | Reino Unido      | –             | –             | –             | 0             | –             | –             | 0             |
| 27            | Carolane Soucisse / Shane Firus              | Canadá           | –             | 0             | –             | –             | –             | –             | 0             |
| 28            | Marie-Jade Lauriault / Romain Le Gac         | França           | 0             | –             | –             | 0             | –             | –             | 0             |
| 29            | Natalia Kaliszek / Maksym Spodyriev          | Polônia          | –             | 0             | –             | –             | 0             | –             | 0             |
| 30            | Kavita Lorenz / Joti Polizoakis              | Alemanha         | –             | 0             | –             | –             | –             | –             | 0             |
| 31            | Alisa Agafonova / Alper Uçar                 | Turquia          | 0             | 0             | –             | –             | –             | –             | 0             |
| 32            | Chen Hong / Zhao Yan                         | China            | –             | –             | 0             | –             | –             | –             | 0             |
| 33            | Nicole Kuzmichová / Alexandr Sinicyn         | República Tcheca | 0             | –             | –             | –             | –             | –             | 0             |
| 34            | Lorenza Alessandrini / Pierre Souquet        | França           | –             | –             | –             | –             | 0             | –             | 0             |
| 35            | Misato Komatsubara / Timothy Koleto          | Japão            | –             | –             | –             | 0             | –             | –             | 0             |
| 36            | Wang Xiaotong / Zhao Kaige                   | China            | –             | –             | 0             | –             | –             | –             | 0             |

## Quadro de medalhas
| Ordem | País           | Medalha de ouro | Medalha de prata | Medalha de bronze |    | Ordem por total |
| ----- | -------------- | --------------- | ---------------- | ----------------- | -- | --------------- |
| 1     | Rússia         | 9               | 6                | 12                | 27 | 1               |
| 2     | Estados Unidos | 5               | 6                | 5                 | 16 | 2               |
| 3     | Canadá         | 4               | 2                | 5                 | 11 | 3               |
| 4     | França         | 3               | 1                | 1                 | 5  | 6               |
| 5     | Japão          | 2               | 5                | 1                 | 8  | 4               |
| 6     | China          | 2               | 4                |                   | 6  | 5               |
| 7     | Alemanha       | 2               | 1                |                   | 3  | 5               |
| 8     | Espanha        | 1               |                  |                   | 1  | 8               |
| 9     | Itália         |                 | 3                | 2                 | 5  | 6               |
| 10    | Israel         |                 |                  | 1                 | 1  | 8               |
| 10    | Uzbequistão    |                 |                  | 1                 | 1  | 8               |
| TOTAL | TOTAL          | 28              | 28               | 28                | 84 | —               |